# Marcel Viratelle
 (février 2017).
Si vous disposez d'ouvrages ou d'articles de référence ou si vous connaissez des sites web de qualité traitant du thème abordé ici, merci de compléter l'article en donnant les références utiles à sa vérifiabilité et en les liant à la section « Notes et références ».

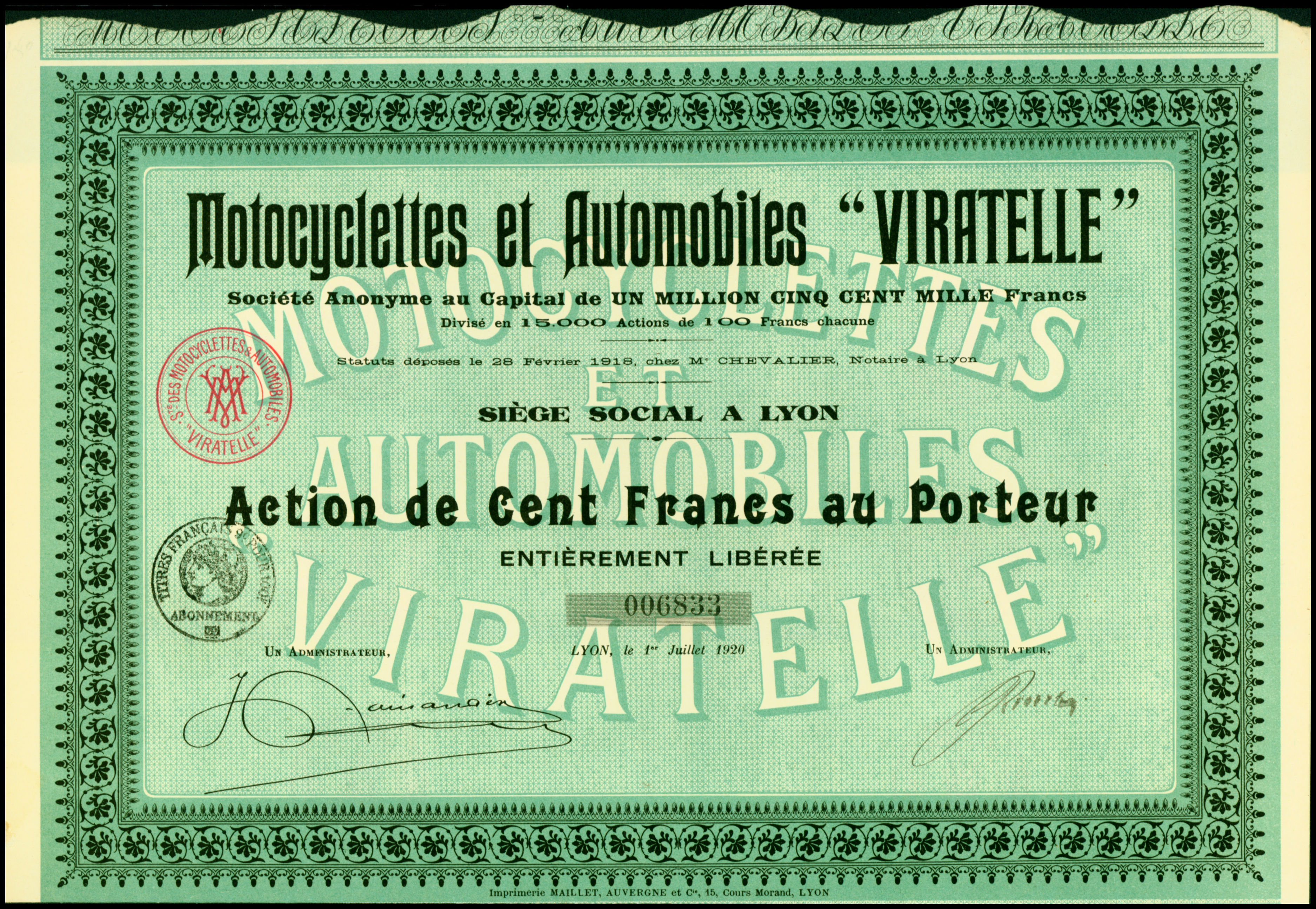
Action de la Société Anonyme des Motocyclettes et Automobiles Viratelle en date du 1 juillet 1920

Marcel Viratelle, né le 28 juillet 1877 à Mondreville (Seine-et-Marne) et mort le 19 juillet 1954 à Clichy, est un inventeur constructeur de vélos à moteur (BMA), de motocyclettes, de side-cars et de cyclecars.
Il a réalisé des véhicules entre 1906 et 1924 à Paris puis Lyon-Villeurbanne[réf. à confirmer].
Ces motos étaient révolutionnaires pour l'époque[réf. à confirmer] : un refroidissement liquide, une boîte de vitesses à présélection intégrée, une transmission par chaine, une suspension avant sont déjà présents sur les modèles de 1906, à partir de 1918 les modèles de série ont les caractéristiques suivantes : Monocylindre 350 cm3 ou bicylindre 700 cm3 bloc-moteur en aluminium à soupapes latérales, refroidissement liquide en thermosiphon (le liquide de refroidissement passe par les terminaisons du cadre), radiateur refroidi par un ventilateur entrainé par le vilebrequin, boîte à train épicycloïdal à présélection 3 vitesses commandées au guidon, lubrification automatique, transmission par chaine sous carter aluminium, câbles de commandes dissimulés dans les branches du guidon, suspension avant à lames de ressort, suspension du pilote par selle et repose-pieds, doubles freins à tambour arrière indépendants, roues à démontage rapide  (sur la roue arrière : la chaîne reste en place).
Les cadres sont dotés d'un système d'accouplement rapide pour la transformation en side-car.

## Biographie
Marcel Viratelle effectue son service militaire dans le 42e régiment d'infanterie entre 1900 et 1905. Il commence par travailler pour la société Le Rhône boulevard Kellerman à Paris vers 1905. 
À partir de 1905, il présente des prototypes de moto dans les salons[réf. à confirmer] et en 1907 crée sa société.
Marcel Viratelle est rappelé à l'activité par décret de mobilisation générale du 1er août 1914 à la suite de l'attaque allemande sur la France le 30 août 1914 ; ses talents de mécanicien sont mis à contribution et lui évitent de partir au front dans l'infanterie ; il travaille pour Le Rhône à Lyon chez Cottin & Desgouttes comme en témoigne son livret militaire sur les moteurs d'avion de chasse Rhône 9JB 110 ch.
Dès décembre 1914, les industries d’armement sont réquisitionnées par l'État français et obligées à une réorganisation des moyens de production. Il fait partie des personnes qui composaient les équipes destinées à soutenir l'effort de production des moteurs d'avion à Lyon, cette délocalisation étant stratégique[réf. à confirmer].
En mai 1918, le ministère de l’Armement oblige les dirigeants de la SMGR (Société des moteurs Gnome et Rhône) à délocaliser une partie de la production hors de Paris, menacée par les obus allemands, vers le sud.
Sur la base de la connaissance du tissu industriel lyonnais, au lendemain de la guerre, les usines d'armement tournant au ralenti, il transforme sa société en 1918 en augmentant son capital.
Pour diverses raisons : concurrence, contexte économique, retour sur investissements, conseils d'administration... il perd la direction de sa société en 1922, la faillite étant prononcée en 1924[réf. à confirmer].
Marcel Viratelle retourne travailler à la société Gnome et Rhône de 1932 à 1940, il fut entre autres mécanicien sur l'hydravion Gourdou-Leseurre 821.

## Automobile
Marcel Viratelle a réalisé plusieurs modèles de cycle-cars (la liste n'est pas exhaustive) dont un premier prototype qu'il a reversé au capital de sa société sur Lyon en 1918 et un second industrialisé sur Lyon qui a gagné le Bol d'or dans sa catégorie en 1927[réf. à confirmer].
- Prototype de voiturette Viratelle cylindrée 600 cm3 3 vitesses et marche arrière lancement du moteur au pied.
- Cyclecar de série 350 cm3 3 vitesses (victoire au Bol d'or 1927)

## Moto

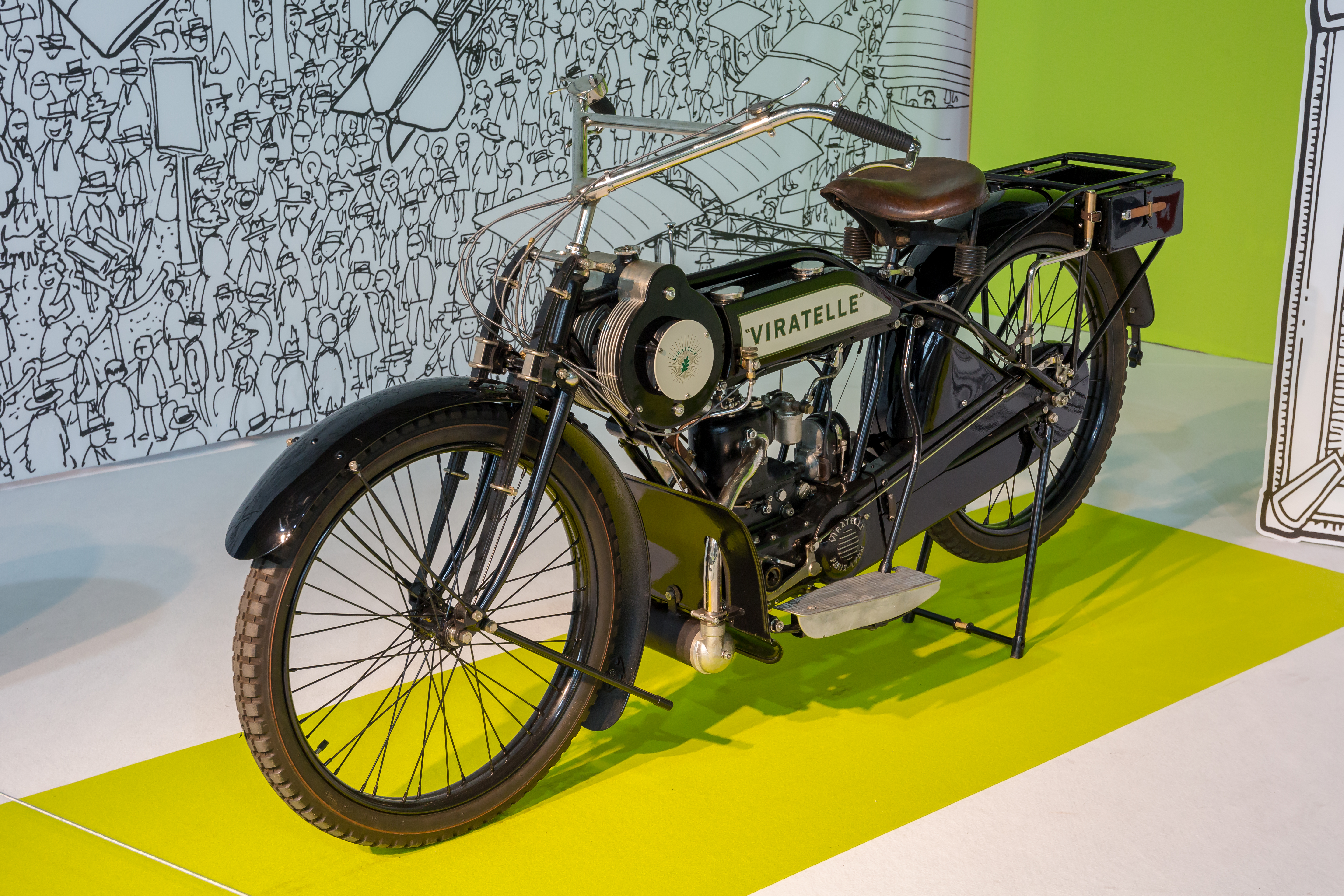
Une motocyclette Viratelle.

Voici la liste des prototypes et modèles de série réalisés par Marcel Viratelle :
- prototype de motocyclette Viratelle cylindrée 197 cm3 refroidissement par air 3 vitesses lancement du moteur à la manivelle (1905)
- prototype de motocyclette Viratelle cylindrée 176 cm3 circulation d'eau radiateur ventilé 3 vitesses lancement du moteur à la manivelle (1906)
- prototype de motocyclette Viratelle cylindrée 218 cm3 circulation d'eau radiateur ventilé 3 vitesses lancement du moteur par manivelle, cette machine est accouplée avec un side-car.(~1914)

La liste ci-dessus est issue des prototypes qu'il a reversés au capital de sa société lyonnaise en 1918[réf. à confirmer].
- motocyclette Viratelle de série avec side-car monocylindre 4 temps 350 cm3 circulation d'eau radiateur ventilé 3 vitesses lancement du moteur à la manivelle, (~1919)
- motocyclette Viratelle de série avec side-car bicylindre 4 temps 700 cm3 circulation d'eau radiateur ventilé 3 vitesses lancement du moteur à la manivelle ou au kick. (~1920)

## Bicyclettes à moteur auxiliaire
Au lendemain de la Première Guerre mondiale, la grande majorité du marché français des motocyclettes disparait, en partie à cause des tarifs élevés face à la concurrence des motos des surplus américains et britanniques. 
Viratelle tente de se diversifier dans le marché des petites cylindrées au travers de la commercialisation des Bicyclettes à moteur auxiliaire (BMA).
- Elvir (Marc Elviratelle) : BMA 2 temps de série à propulsion 3 vitesses au guidon (~1923)[11][réf. à confirmer]
- Prototype Otoroue, prototype de bicyclette à moteur intégré dans la roue arrière (~ 1951)[12][réf. à confirmer]

## Compétitions
Marcel Viratelle fait courir des pilotes sur des compétitions motocyclistes nationales et internationales sur ses motos de série.
- Concours International des Six Jours d'Enduro 1921 – Switzerland  pilotes  Aumaitre (350 cm3), Fouquier (side-car 350 cm3), Lambert (700 cm3)[13][réf. à confirmer]
- International Six Days Trial 1922 – Switzerland  pilote Lambert (700 cm3)[13]
- Tour de France[14] 1922 pilotes  Kelly (350 cm3), Dyon (350 cm3), Lambert (700 cm3)[15][réf. à confirmer]
- Bol d'or 1927 Cyclecar 350 cm3[16][réf. à confirmer]
- Course de cote des Alpilles[17] 1922 pilote Lambert (moto 350 cm3 et sidecar 350 cm3)[18][réf. à confirmer]
- Course de cote du Mont Ventoux 1921[18]

## Palmarès
| Épreuve                                       | Année | Type     | Catégorie | Classement | Pilote    |
| --------------------------------------------- | ----- | -------- | --------- | ---------- | --------- |
| Concours International des Six Jours d'Enduro | 1921  | moto     | 700 cm3   | 11e        | Lambert   |
| International Six Days Trial                  | 1922  | moto     | 700 cm3   | 2d         | Lambert   |
| Tour de France                                | 1922  | moto     | 350 cm3   | 4e         | Kelly     |
|                                               |       | moto     | 700 cm3   | 6e         | Lambert   |
| Course de côte des Alpilles                   | 1922  | moto     | 350 cm3   | 1er        | Lambert   |
|                                               |       | sidecar  | 350 cm3   | 1er        | Lambert   |
| Course de côte du Mont Ventoux                | 1921  | moto     | 350 cm3   |            |           |
|                                               |       | moto     | 700 cm3   |            |           |
| Bol d'or                                      | 1927  | cyclecar | 350 cm3   | 1er        | Viratelle |

## Distinctions
- Concours d'élégance Villa d'Este 2016 moto 350 cm3  prix « L'Audace qui fait la différence au-delà des limites de conception »[10]

## Brevets
| Titre | N°              | Date              | Inventeur                      |
| --- | --------------- | ----------------- | ------------------------------ |
| Moteur à explosions.                                                                                       | FR364812 (A)    | 28 août 1906      | Viratelle Marcel-Narcisse [FR] |
| Changement de vitesse applicable particulièrement à l'automobilisme                                        | FR364844 (A)    | 30 août 1906      | Viratelle Marcel-Narcisse [FR] |
| Changement de vitesse destiné à l'automobilisme                                                            | FR372273 (A)    | 29 mars 1907      | Viratelle Marcel-Narcisse [FR] |
| Improvements in Change-speed Gear Chiefly Designed for use on Self-propelled Vehicles.                     | GB190707704 (A) | 17 octobre 1907   | Viratelle Marcel Narcisse [FR] |
| Dispositif de changement de vitesse                                                                        | CH40679 (A)     | 17 août 1908      | Viratelle Marcel Narcisse [FR] |
| An Improved Change-speed Gear more especially Designed for use on Self-propelled Vehicles.                 | GB190726905 (A) | 27 août 1908      | Viratelle Marcel Narcisse [FR] |
| Geschwindigkeitswechselgetriebe für Motorfahrzeuge.                                                        | AT46161 (B)     | 25 janvier 1911   | Viratelle Marcel Narcisse      |
| Change speed gearing.                                                                                      | US990824 (A)    | 25 avril 1911     | Viratelle Marcel Narcisse [FR] |
| Radiateur pour motocyclettes                                                                               | FR472297 (A)    | 27 novembre 1914  | Viratelle Marcel-Narcisse [FR] |
| Radiateur de motocyclette.                                                                                 | CH88857 (A)     | 1er avril 1921    | Narcisse Viratelle Marcel [FR] |
| Improvements in radiators for motor bicycles                                                               | GB137285 (A)    | 16 mai 1914       | Narcisse Viratelle Marcel [FR] |
| Dispositif de ressorts compensateurs pour fourche de motocyclettes                                         | FR522753 (A)    | 6 août 1921       | Viratelle Marcel-Narcisse [FR] |
| Dispositif d'attache permettant l'attelage et le dételage rapides d'un side-car et d'une motocyclette      | FR523774 (A)    | 25 août 1921      | Viratelle Marcel-Narcisse [FR] |
| Dispositif d'accouplement élastique entre le moteur et les organes de transmission d'un véhicule mécanique | FR527016 (A)    | 19 octobre 1921   | Viratelle Marcel-Narcisse [FR] |
| Dispositif de graissage des moteurs à explosions                                                           | FR527018 (A)    | 19 octobre 1921   | Viratelle Marcel-Narcisse [FR] |
| Dispositif d'embrayage progressif pour motocyclettes et autres applications                                | FR527017 (A)    | 19 octobre 1921   | Viratelle Marcel-Narcisse [FR] |
| Dispositif de suspension pour cavalier à motocyclette                                                      | FR527015 (A)    | 19 octobre 1921   | Viratelle Marcel-Narcisse [FR] |
| Improvements in the spring suspension of motor bicycles                                                    | GB171107 (A)    | 6 novembre 1920   | Viratelle Marcel-Narcisse [FR] |
| Perfectionnement dans les moteurs à explosions pour motocyclettes et autres véhicules légers               | FR527014 (A)    | 19 octobre 1921   | Viratelle Marcel-Narcisse [FR] |
| Improvements in internal combustion engines                                                                | GB171106 (A)    | 6 novembre 1920   | Viratelle Marcel-Narcisse [FR] |
| Improvements in the means for selectively applying brakes controlling epicyclic variable-speed gearing     | GB171109 (A)    | 6 novembre 1920   | Viratelle Marcel-Narcisse [FR] |
| Silencieux pour moteurs à explosions                                                                       | FR527576 (A)    | 27 octobre 1921   | Viratelle Marcel-Narcisse [FR] |
| Improvements in brake mechanism for motor bicycles and other mechanically propelled vehicles               | GB172636 (A)    | 13 décembre 1920  | Viratelle Marcel-Narcisse [FR] |
| Dispositif de transmission particulièrement applicable à la motocyclette                                   | FR527575 (A)    | 27 octobre 1921   | Viratelle Marcel-Narcisse [FR] |
| Dispositif de freinage sur roue pour motocyclettes et autres véhicules mécaniques                          | FR528520 (A)    | 14 novembre 1921  | Viratelle Marcel-Narcisse [FR] |
| Compensating-spring for the front fork of motorcycles                                                      | US1397845 (A)   | 22 novembre 1921  | Narcisse Viratelle Marcel      |
| Wasserkühler für Motorfahrräder.                                                                           | AT86627 (B)     | 10 décembre 1921  | Viratelle Marcel Narcisse [FR] |
| Improvements in or relating to spring front forks for motor cycles                                         | GB168067 (A)    | 21 août 1920      | Viratelle Marcel Narcisse [FR] |
| Perfectionnements dans les sidecars et autres véhicules analogues                                          | FR530357 (A)    | 21 décembre 1921  | Viratelle Marcel-Narcisse      |
| Système de changement de vitesses pour tous véhicules automobiles et autres applications                   | FR559924 (A)    | 20 mars 1922      | Viratelle Marcel-Narcisse      |
| Improvements in change-speed gears for cycles, motor cars and other vehicles                               | GB207191 (A)    | 18 novembre 1922  | Viratelle Marcel-Narcisse      |
| Dispositif de ressorts compensateurs pour fourche de motocyclettes.                                        | CH97779 (A)     | 1er février 1923  | Narcisse Viratelle Marcel [FR] |
| Stossdämpfeinrichtung für Motorräder.                                                                      | AT91945 (B)     | 26 mars 1923      | Viratelle Marcel Narcisse [FR] |
| Moteur à explosions.                                                                                       | CH99373 (A)     | 16 mai 1923       | Viratelle Marcel Narcisse [FR] |
| Dispositif de suspension pour cavalier de motocyclette.                                                    | CH99439 (A)     | 1er juin 1923     | Viratelle Marcel Narcisse [FR] |
| Changement de vitesse par baladeur et embrayage par cônes                                                  | FR558826 (A)    | 3 septembre 1923  | Viratelle Marcel               |
| Groupe moteur pour bicyclettes, tricycles, quadricycles et autres applications                             | FR559532 (A)    | 17 septembre 1923 | Viratelle Marcel               |
| Speed-changing mechanism for motor vehicles or other apparatus                                             | US1541168 (A)   | 5 mars 1923       | Joseph Nambotin                |
| Changement de vitesses pour véhicules automobiles et autres applications                                   | CH105997 (A)    | 30 juin 1923      | Viratelle Marcel               |
| Dispositif de transmission pour groupes moteurs montés sur bicyclettes, tricycles et autres                | FR573542 (A)    | 25 juin 1924      | Viratelle Marcel               |
| Volant de direction                                                                                        | FR602458 (A)    | 19 mars 1926      | Viratelle Marcel               |
| Bloc propulseur pour bicyclettes et autres véhicules légers                                                | FR972423 (A)    | 30 janvier 1951   | Viratelle Marcel               |
| Power-propelling unit for bicycles                                                                         | US2554605 (A)   | 29 mai 1951       | Marcel Viratelle               |
| Power-propelling unit for bicycles and other light vehicles                                                | GB605231 (A)    | 10 mars 1941      | Marcel Viratelle               |